# Alexandrina Dawson-Damer, Condessa de Portarlington
Alexandrina Octavia Maria Dawson-Damer, também conhecida como Aline (nascida Vane; 29 de julho de 1823 — 15 de janeiro de 1874) foi uma aristocrata irlandesa. Ela foi esposa de Henry Dawson-Damer, 3.º Conde de Portarlington.

## Família
Alexandrina foi a segunda filha e terceira criança nascida de Charles Stewart, 3.º Marquês de Londonderry e de sua segunda esposa, Frances Vane-Tempest. Seu padrinho de batismo era o imperador Alexandre I da Rússia, de quem recebeu o nome na versão feminina.
Os seus avós paternos eram Robert Stewart, 1.º Marquês de Londonderry e Frances Pratt. Os seus avós maternos eram Henry Vane-Tempest, 2.° Baronete Vane, de Long Newton, no condado de Durham, e Anne Katherine MacDonnell, 2.ª Condessa de Antrim.
Ela teve cinco irmãos: George Vane-Tempest, 5.º Marquês de Londonderry, marido de Mary Edwards; Frances, esposa de John Spencer-Churchill, 7.º Duque de Marlborough; Adolphus, tenente-coronel das Guardas Escocesas e membro do Parlamento, que foi casado com Susan Charlotte Catherine Pelham-Clinton; Adelaide Emelina, esposa do reverendo Frederick Henry Law, e Ernest, que passou por um recrutamento forçado, até ser degrado, e foi marido de Mary Townshend Hutchinson.
Teve um meio-irmão do primeiro casamento do pai com Catherine Bligh, que foi Frederick Stewart, 4. Marquês de Londonderry, marido de Elizabeth Jocelyn.

## Biografia
Aos 24 anos, Alexandrina se casou com Henry Dawson-Damer, de 25, no dia 3 de setembro de 1847. Ele era filho do capitão da Marinha Real Henry Dawson-Damer de Milton Abbey, e de Eliza Moriarty. Após o casamento, o casal foi viver na Corte de Emo, em 1848, no condado de Laois, na Irlanda.

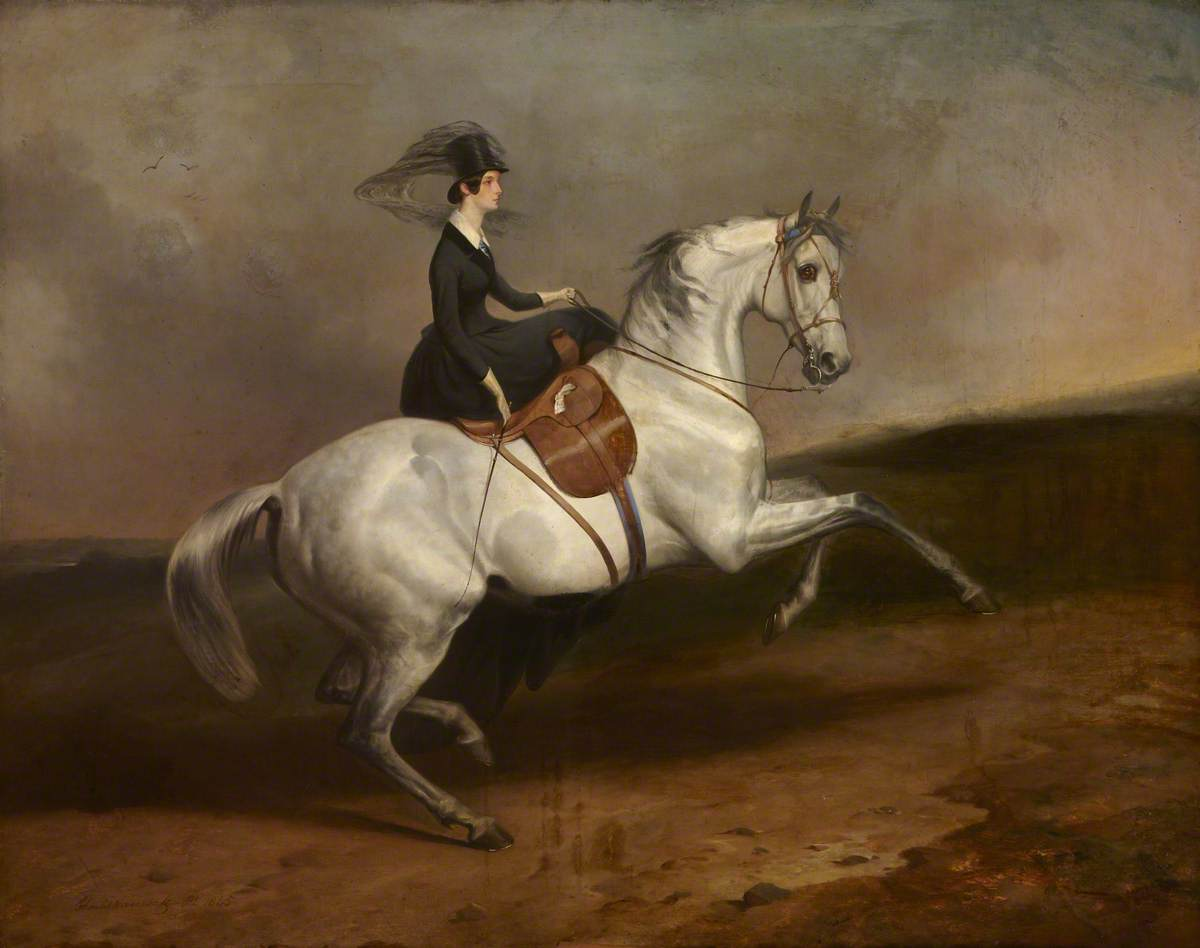
Retrato de 1845 por Charles Hancock.

Com a Grande fome devastando o país, o conde a condessa fizeram o possível para ajudar os mais necessitados, quando ajudaram a estabelecer as Poor Laws em sua propriedade. Essas leis ajudaram a prover comida e alívio no trabalho para os inquilinos. Apesar da caridade, o casal continuou a viver uma vida de luxo típica de sua classe social, pois ainda davam bailes de gala e banquetes para a aristocracia durante o período, como um baile que ocorreu em janeiro de 1849, ainda na época da fome. Foi nesses bailes que a condessa Aline se tornou renomada por ser uma conversadora intelectual e pelo seu decoro refinado. Na verdade, a sociedade de Alexandrina era muito requisitada entre os nobres da Era Vitoriana na Irlanda e em outros países.
Henry representou a Irlanda no Parlamento de 1855 até 1899, ano em que morreu. O casal não teve filhos.
Em 1861, Henry e Alexandrina doaram terras para a Igreja Católica em Emo, onde hoje está localizada a igreja da paróquia. Alguns anos depois, em 1867, a condessa se converteu ao catolicismo, e passou a entreter influentes homens do clero em sua residência.
A condessa faleceu no dia 15 de janeiro de 1874, aos 50 anos, após ser atacada por uma breve doença. Ela foi enterrada na igreja de Emo, e o seu funeral contou com mais de 10.000 pessoas. Em 1875, a igreja recebeu uma efígie da condessa que foi encomendado pelo seu viúvo, a qual foi desvelada em maio daquele ano. A estátua de mármore foi esculpida pelo escultor real, Joseph Edgar Boehm, que também trabalhou numa estátua da rainha Vitória do Reino Unido.